# Idrija
Idrija  (Idria en allemand et en italien) est une commune de l’ouest de la Slovénie. Elle est connue pour ses anciennes mines de mercure, aujourd'hui inactives, et pour la production de dentelles. Le patrimoine du mercure d’Idrija est un bien culturel du patrimoine mondial de l'UNESCO inscrit en 2012.

## Géographie
La commune est située dans le nord-ouest de la région traditionnelle de Carniole-Intérieure, proche de la frontière avec le Littoral slovène (Goriška). L'environnement naturel fait transition entre les hautes terres des Alpes juliennes au nord et le plateau du Karst au sud.
L’origine de son nom provient du cours supérieur de la rivière Idrijca qui traverse la commune. À proximité se trouve le lac Sauvage.

## Histoire

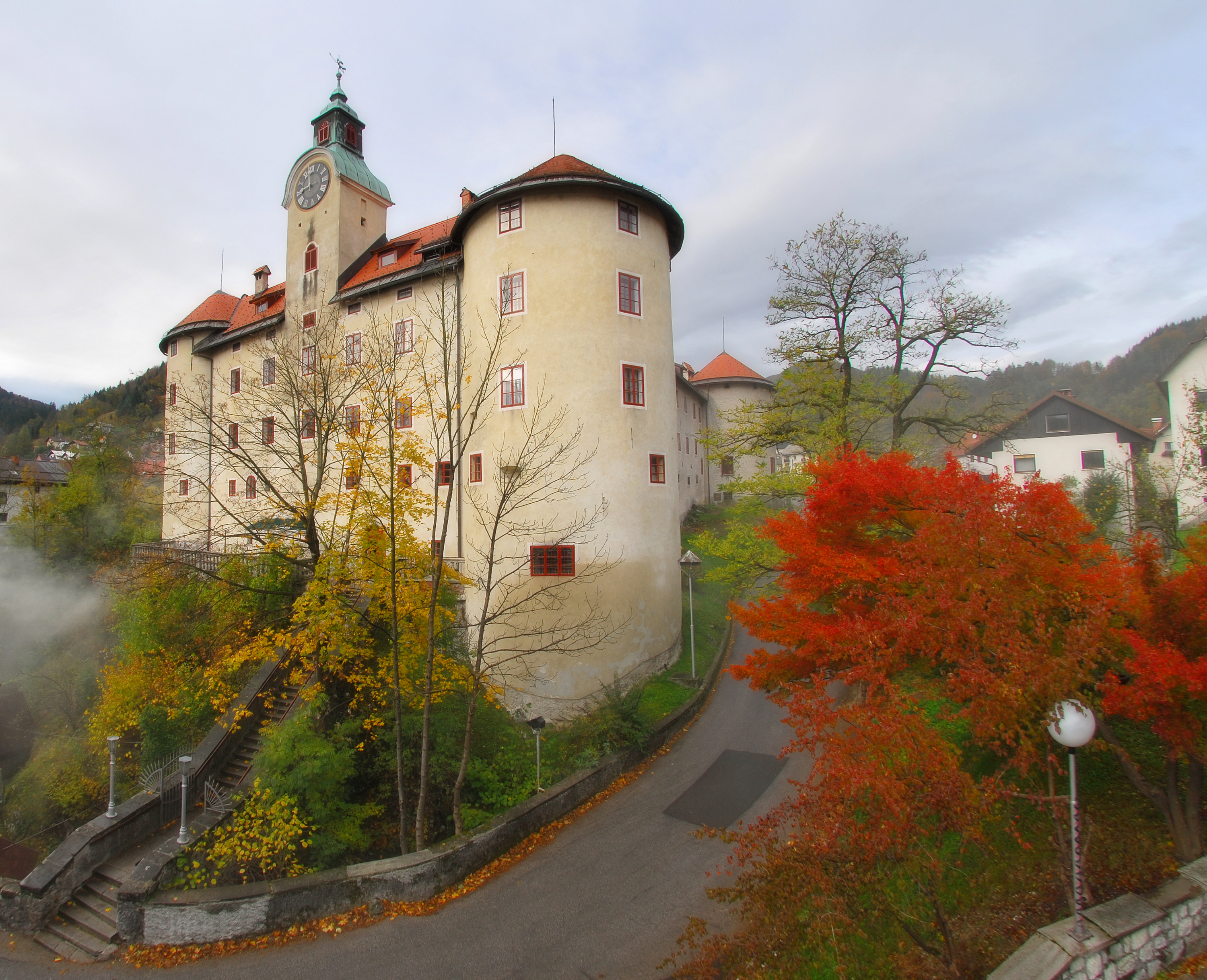
Le château de Gewerkenegg.

Des gisements de mercure furent découverts à cet endroit en 1497, ils commencèrent à être exploités en 1510 et l'extraction passa aux mains du gouvernement en 1580. Selon la légende locale, un fabricant de seaux trouva du mercure liquide dans une source près du village. C'est l'un des seuls endroits au monde où l'on peut trouver le mercure aussi bien dans sa forme liquide, que dans une forme de cinabre (sulfure de mercure). La mine produisait dans les années 1880 plus de 152 tonnes de mercure par an, ainsi que 25 tonnes de cinabre, la ville comptait alors 5 500 habitants. Le siège de la direction des mines s'était alors installé dès la fin du XVIIIe siècle dans l'ancien château de Gewerkenegg, construit en en 1527 par les corps de métiers, alors que la ville faisait partie de la république de Venise. Ce château avait pour fonction à l'origine de servir d'entrepôt pour stocker le mercure, ainsi que d'accueillir l'administration de la mine. Aujourd'hui il abrite le musée de la ville, ouvert en 1953. En 1832 fut découvert dans la région d'Idrija l'idrialite minérale, qui tire son nom d'Idrija. Le puits d'entrée de la mine, appelée Antonijev rov (« puits d'Antoine »), est aujourd'hui utilisé pour des visites touristiques aux niveaux supérieurs de la mine. On y trouve des mannequins représentant les mineurs de toutes les époques. Les niveaux inférieurs, qui vont jusqu'à 400 mètres de profondeur, subissent un ravalement et ne sont plus exploités. Ce n’est que dans les années 1980 que la mine fut fermée. Aujourd'hui, Idrija est surtout connue pour sa dentelle (Idrijska čipka), dont l'école dédiée à cet artisanat a ouvert en 1876. Chaque année à Idrija se déroule le festival de la dentelle (Festival idrijske čipke), débutant à la mi-juillet et durant deux jours.
Pendant des siècles, la région d'Idrija appartenait au duché de Carniole au sein de l'Autriche intérieure, une terre de la Couronne de la monarchie de Habsbourg. Depuis 1804 sous la domination de l’empire d’Autriche puis de l'Autriche-Hongrie, la ville était incorporée dans le district de Loitsch (Logatec). Après la Première Guerre mondiale et la dissolution de la double-monarchie, elle fut annexée au royaume d'Italie dans la province de Gorizia (Vénétie julienne). En 1947, elle passa cette fois dans la république socialiste de Slovénie qui était une des entités fédérées de la Yougoslavie.
Avec la ville d'Almadén en Espagne, Idrija est depuis juin 2012 classée au patrimoine mondial de l'Unesco au titre de ses anciennes mines de mercure.

## Démographie
Entre 1999 et 2021, la population de la commune d’Idrija est restée stable, aux alentours des 12 000 habitants,.
Évolution démographique
| 1999   | 2000   | 2001   | 2002   | 2003   | 2004   | 2005   | 2006   | 2007   |
| ------ | ------ | ------ | ------ | ------ | ------ | ------ | ------ | ------ |
| 11 990 | 11 959 | 11 971 | 12 002 | 11 974 | 11 948 | 11 938 | 11 935 | 11 979 |
| 2008   | 2009   | 2010   | 2011   | 2012   | 2013   | 2014   | 2015   | 2016   |
| 12 034 | 11 865 | 11 889 | 11 871 | 11 955 | 11 938 | 11 943 | 11 926 | 11 927 |
| 2017   | 2018   | 2019   | 2020   | 2021   |        |        |        |        |
| 11 800 | 11 757 | 11 748 | 11 811 | 11 735 |        |        |        |        |

## Jumelage

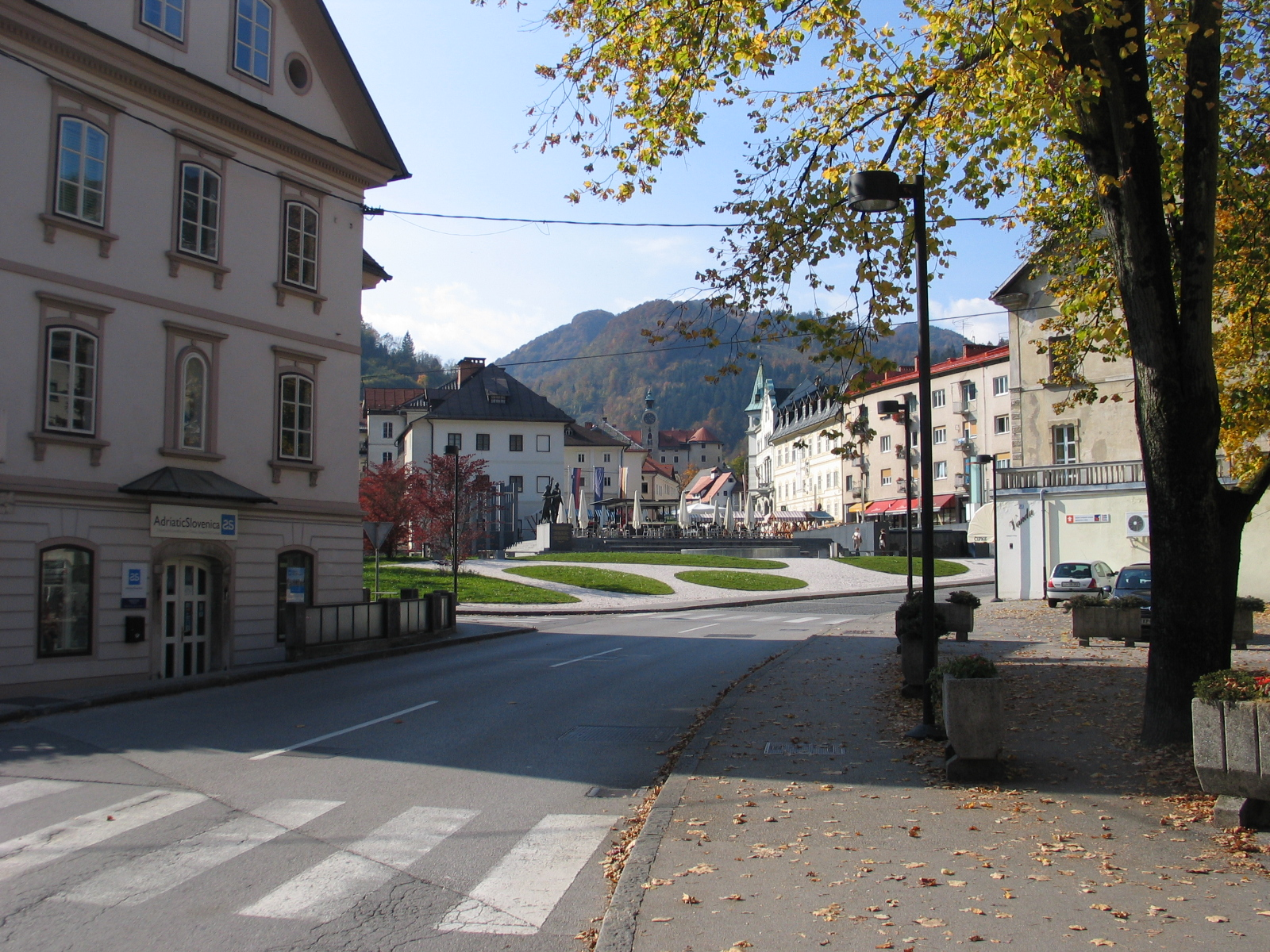
La place principale.

La ville de Idrija est jumelée avec :

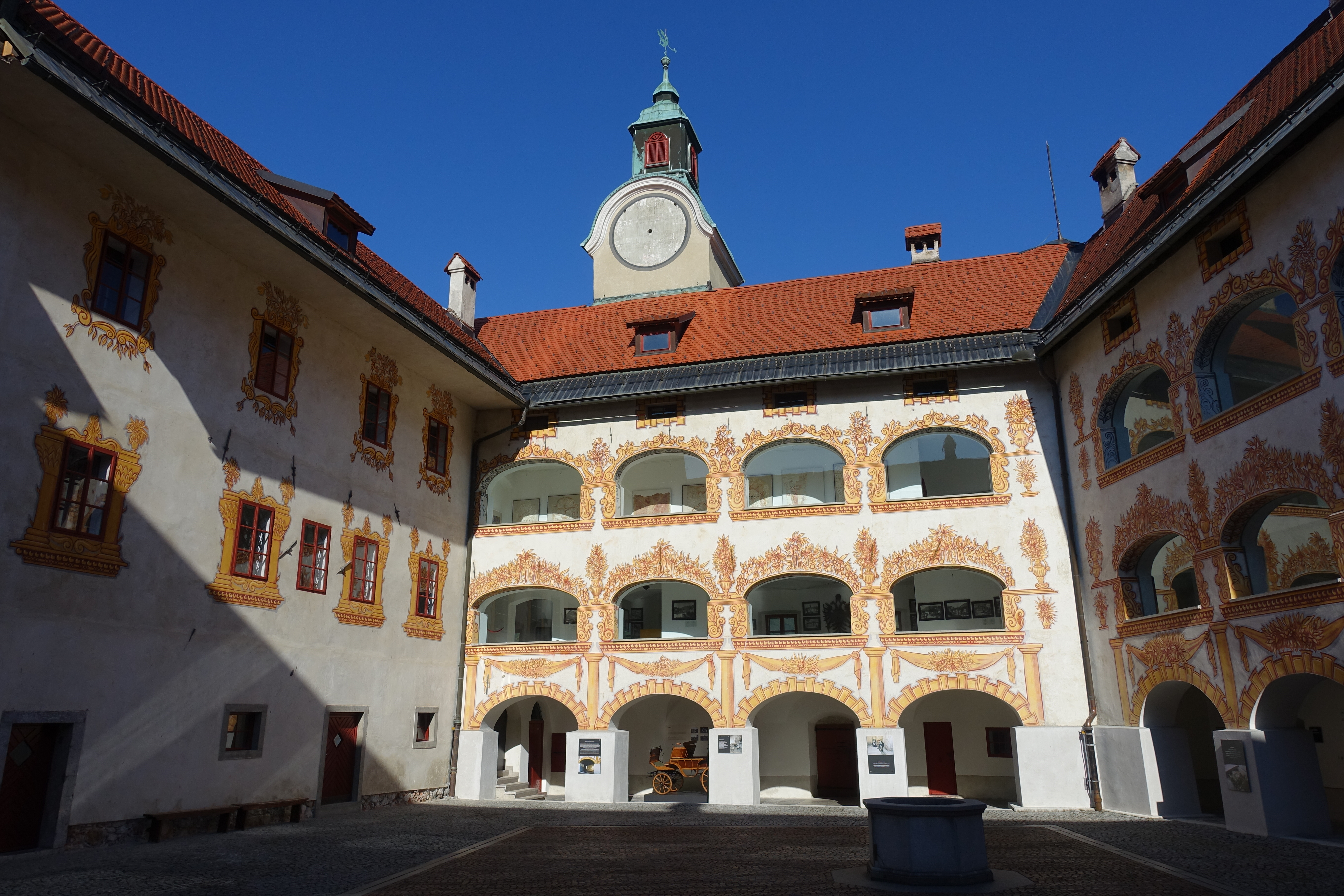
Vue de la cour du château de Gewerkenegg.

- Aumetz (France)
- Lepoglava (Croatie)
- Almadén (Espagne)
- Mojkovac (Monténégro)
- Vue de la cour du château de Gewerkenegg. San Luis Potosí (Mexique)
- Minamata (Japon)

## Divers
Idrija est membre de l'Association des Villes des Alpes de l'année et est déterminé à la mise en œuvre de la Convention alpine. Idrija est Ville alpine de l'année 2011.
On a trouvé à proximité un fémur taillé d'ours des cavernes d'environ 43 100 ans qui aurait pu servir d'instrument de musique. Cet objet est nommé flûte de Divje Babe en référence à la localité de Divje Babe.
La ville fantôme de New Idria dans le comté de San Benito en Californie, lieu d'extraction de mercure lors de la ruée vers l'or en Californie du XIXe siècle, tient son nom de cette ville slovène.

## Personnalités célèbres
- Giovanni Antonio Scopoli (1723-1788), médecin, entomologiste et naturaliste, passe seize ans à Idrija ;
- Pier Paolo Pasolini (1922-1975), écrivain, poète, journaliste, scénariste et réalisateur, y passe une partie de son enfance.